# Omakau
Omakau ist ein Ort im Central Otago District der Region Otago auf der Südinsel von Neuseeland.

## Geographie
Omakau befindet sich rund 23 km nordöstlich von Alexandra am nördlichen Ufer des Manuherikia River. Durch die Siedlung führen der auch als „The Pigroot“ bekannte New Zealand State Highway 85 und der Otago Central Rail Trail.

## Geschichte
Omakau verdankt seine Existenz neben dem Goldrausch in Otago in nicht unerheblichem Maße dem Otago Central Railway. Als die Eisenbahnlinie am Anfang des 20. Jahrhunderts von Ranfurly aus bis nach Clyde verlängert wurde, entschied man sich aus Kostengründen gegen einen Brückenbau über den Manuherikia River, um einen Haltepunkt in dem nahen, damals größeren Ort Ophir einzurichten. Stattdessen baute man einen Bahnhof in Omakau, was zu einem deutlichen Anstieg der Bevölkerungszahl führte.
Die Eisenbahn erreichte die Siedlung im Jahre 1904 und verband sie bis zur Einstellung der Linie im Jahre 1990 mit dem neuseeländischen Schienennetz. Heute durchquert der Wanderweg Otago Central Rail Trail, der auf der ehemaligen Eisenbahntrasse verläuft, den Ort. Einige alte Gebäude erinnern an die Zeit des Goldrauschs, die allerdings im Stadtbild von Ophir noch wesentlich präsenter sind.